# Arthur Prévost
Arthur Prévost (Doornik, 9 juli 1888 – Brussel, 10 juni 1967) was een Belgisch componist, muziekpedagoog, dirigent en klarinettist.

## Levensloop
Prévost is afkomstig uit een heel muzikale familie. Zijn broer Germain Prévost was de 1e violist van het befaamde Pro Arte Quartet. In 1904 ging Arthur Prévost in de militaire dienst en was klarinettist in het Militaire muziekkorps van het 1e Regiment Grenadiers. Verder werkte hij als klarinettist in het orkest van de Koninklijke Muntschouwburg te Brussel. In 1910 werd hem als Kapelmeester de leiding van de Muziekkapel van het 11e Linie-Regiment in Hasselt opgedragen. In 1913 werd hij dirigent van de Muziekkapel van het 2e Regiment van de Karabiniers. In 1918 werd hij als opvolger van Léon Walpot dirigent van het Groot Harmonieorkest van de Belgische Gidsen te Brussel. In 1929 maakte hij met dit prestigieuze harmonieorkest de triomfantelijke rondreis door de Verenigde Staten, de Belgische muziekformatie werd door de president Herbert Hoover in het "Witte Huis" ontvangen. Dankzij hem heeft de Muziekkapel van de Gidsen haar huidig peil bereikt. In 1944 ging hij met pensioen, maar hij bleef bezig met de muziek als dirigent van amateurorkesten.
In 1919 werd hij eveneens dirigent van de Harmonie royale de Pâturages en in 1942 behoorde hij tot de medeoprichters van de Fanfare "Paul Gilson" te Brussel, die hij ook dirigeerde. Verder was hij artistiek leider van het Pro Arte Ensemble en dirigent van de Fanfare de Frameries alsook van de Harmonie royale de Wasmes.
Van 1948 tot 1950 was hij docent voor instrumentatie en orkestratie voor harmonieorkesten aan het Conservatoire de musique de Genève in Genève. Van 1946 tot 1951 was hij dirigent van de Zwitserse Harmonie Nautique van Genève.
Hij schreef een groot aantal bewerkingen voor het Groot Harmonieorkest van de Belgische Gidsen, onder andere van de Toccata en Fuge in d-klein, BWV 565 van Johann Sebastian Bach, de Pastorale in F groot, BWV 590 van Johann Sebastian Bach, de Fantasia and Fugue in c klein, BWV 537 van Johann Sebastian Bach, het Concerto voor orgel nº .3 in C groot, BWV 594 van Johann Sebastian Bach, Daphnis et Chloë van Maurice Ravel, het Pavane pour une infante défunte van Maurice Ravel, een Suite uit het Ballet "Petrouchka" van Igor Stravinsky. Maar overbekend werden zijn voortreffelijke marsen, zeer authentieke blaasmuziek. Zijn veruit bekendste, en voor velen ook populairste, militaire mars is de Mars van het 5e Eskadron van het 1e Gidsen Regiment.

## Composities

### Werken voor orkest
- In memoriam, voor strijkorkest

### Werken voor harmonieorkest
- A la Russe
- Églogue
- Chansons populaires condruziennes
- March of the Anti-Aircraft Artillery
- Marche de Concert
- Marche Historique Française
- Marche des London Guards
- Mars van de DTCA
- Mars van de Koninklijke Militaire School - École Royale Militaire
- Mars van de Rijkswacht (Gendarmerie)
- Mars van de Artillerie te Paard
- Mars van het 1e Eskadron van het 1e Gidsen Regiment
- Mars van het 2e Eskadron van het 1e Gidsen Regiment
- Mars van het 3e Eskadron van het 1e Gidsen Regiment
- Mars van het 4e Eskadron van het 1e Gidsen Regiment
- Mars van het 5e Eskadron van het 1e Gidsen Regiment
- Mars van het 6e Eskadron van het 1e Gidsen Regiment
- Mars van het 5e Lancers Regiment
- Mars van het Belgische Rode Kruis
- Petite Suite en mi
- Refrains des Régiments de l'Armée de Sambre et Meuse

### Filmmuziek
- Belgium-Congo
- L'Armée dans la bataille du charbon